# Marcellinus (Konsul 275)
Marcellinus war ein römischer Senator. Er war im Jahr 275 zusammen mit Kaiser Aurelian ordentlicher Konsul.
Bei Marcellinus könnte es sich um jenen Marcellinus handeln, der nach einer weiteren Erhebung von Palmyra, im Jahr 273, durch Apsaeus und Septimius Antiochus, den Aufstand an Aurelian verriet, und dafür von Aurelian mit dem Konsulat belohnt wurde. Jener Marcellinus war wahrscheinlich Statthalter von Mesopotamien (Praefectus Mesopotamiae rectorque Orientis).
Oder es handelt sich vielleicht um Aurelius Marcellinus, der im Jahr 265 als Dux ducenarius von Italien wirkte. Die Forschung schließt ebenso nicht aus, dass es sich um den im gleichen Zeitraum lebenden Iulius Marcellinus handelt. Beide, Aurelius und Iulius Marcellinus, werden auf der gleichen Inschrift auf dem römischen Stadttor Porta Borsari in Verona erwähnt, die an den Bau der römischen Stadtmauern im Jahr 265 erinnert.